# Annametra
Annametra is een geslacht van haarsterren uit de familie Antedonidae.

## Soorten
- Annametra minuta A.H. Clark, 1907
- Annametra occidentalis (A.H. Clark, 1915)